# Tele Zentralschweiz
TeleNapf – Tele Zentralschweiz  ist ein privater Fernsehsender in der Schweiz für die Region Zentralschweiz. Veranstalter ist die TeleNapf-Tele Zentralschweiz GmbH mit Sitz und Studios in Reiden und einem Stammkapital von 20,000 Franken.
Bis Januar 2014 hiess der Sender TeleNapf. Da der Sender ab Februar 2014 in der ganzen Deutschschweiz ausgestrahlt wird, wurde er in «TeleNapf – Tele Zentralschweiz» umbenannt.

## Programm
Gestaltet wird mehrmals wöchentlich ein stündliches Programm, das in einer Dauerschleife wiederholt wird. Schwerpunkte bilden Berichte aus der Zentralschweiz. Zusätzlich werden Themen von besonderem kulturellen und gesellschaftlichem Interesse aufgegriffen. Die Beiträge stehen seit 2008 auch auf dem YouTube-Kanal Tele Zentralschweiz Tele Napf zum Abruf bereit.

## HDTV
TeleNapf – Tele Zentralschweiz ist der erste Regional- und Lokalsender aus der Deutschschweiz, der komplett auf High Definition Television (HDTV) umstellt. Die AZ-Mediengruppe gab fast zeitgleich mit dem damaligen TeleNapf bekannt, dass sie die drei Sender TeleBärn, Tele M1 und TeleZüri im März 2014 auf HDTV umstellen wolle. TeleNapf stellte jedoch zwei Monate vor den Sendern der AZ Medien auf HDTV um.

## Geschichte
«TeleNapf» ist eine Gründung der Lokalzeitung Willisauer Bote. Bis 1998 war TeleNapf nur ein Bildschirmtext. Im selben Jahr wurde das Regionalfernsehen von Werner Kost übernommen. Bereits 1999 wurden die ersten Beiträge gesendet. 2002 wurden die 4800 Haushaltungen in der Region Willisau auf über 12'000 erhöht. Ebenfalls kam die Region Sempachersee dazu. Dort hiess der Sender «Tele Pilatus Blick». Das Programm war weitgehend identisch mit TeleNapf. 2008 erfolgte der Umstieg auf digitale Ausstrahlung, 2010 wurde das Bildformat von 4:3 auf 16:9 gewechselt.
Seit 2012 ist Tele Zentralschweiz in der gesamten Schweiz auf Swisscom.TV im Grund-Paket enthalten. Zudem ist er über andere Anbieter empfangbar.

## Verbreitung
- SwisscomTV (im Grundpaket)
- EBL Kabelkanal in der Region Luzerner Landschaft
- Über Kabel in der Region Willisau